# Пиер Алсиет
Пиер Алсиет (на френски: Pierre Alsiette) е псевдоним на френските писатели, съпрузите Раймонд Виалат (на френски: Raymond Viallate) и Алис Малик (на френски: Alice Viallate), автори на популярни в началото на 20 век приключенски и любовни романи.

## Раймонд Виалат
Джон Юджин Раймонд Виалат (на френски: Jean Eugène Raymond Viallate) е роден на 23 юни 1874 г. във „Вила Мария“ в Биариц, Южна Франция, в семейството на Франсоа Акиле Виалат (1831 – 1922) и съпругата му Ан Мари Габриел Рагу (1847 – 1917). Майка му е сестра на Клод Моне. Има по-голям брат Пол Даниел Ернест.
Работи като журналист в няколко вестника в Париж от 1900 година. Заедно с брат си е мобилизиран за участие в Първата световна война.
На 19 май 1909 г. в Париж се жени за Алис Малик. Двойката живее в Париж, а през 1920 г. се премества да живее в района на баските в малкото село Алсиет в Сен-Жан-ле-Вю, Пирене Атлантик, в хубав имот наречен „Барберения“, който купуват след продажбата на родната къща на Раймонд в Биариц през 1919 г.
През 1929 г. става член на Френското общество на литераторите.
Раймонд Виалат умира на 9 май 1960 г. в Сен-Жан-Пие-де Порт. Погребан е в Аакс.

## Алис Малик
Жан Мари Хенриет Алис Малик (на френски: Marie Henriette Jeanne Alice Malick) е родена 20 май 1883 г. в Герет, Франция, в семейството на Жан Алексис Малик, военен и роцар на Легиона на честта, и Жан Луиз Хенриет Еманюел. От малка се занимава с музика, като на 15 години получава 1-ва награда за изпълнение на пиано в Дижон.
Учи в Консерваторията в Париж. През 1904 г., по време на музикално матине, прави забележителна интерпретация соната опус 26 за пиано от Бетовен. На 19 май 1909 г. в Париж се омъжва за журналиста Раймонд Виалат.
Алис Малик умира на 30 ноември 1957 г. в Аакс.

## Съвместно творчество
След преместването си в Алсиет двойката започва да пише в дует под псевдонима Пиер Алсиет. Първият им роман „Le roman de Maddya“ е публикуван през 1923 г. Вторият си роман „Sous le vieux toit de la palombière“ от 1925 г. те посвещават на „чичо, Клод Моне“.
През 1932 г. романът им „Ma vie a son secret“ е удостоен с академичната награда за литература „Монтион“.

## Произведения
- Le roman de Maddya (1923)
- Sous le vieux toit de la palombière (1925)
- Mam'selle Rit-à-Tout, Basquaise (1926)
- Maïalen ou quand le coeur a parlé (1926)
- L'héritière basque (1933)
- Le vieux vaisselier (1928)
- La sonate interrompue (1929)
- Le voeu de Zabeth (1929)
- Lucile ou le mariage (1929)
- Le tourment de Jeannine (1929)
- Ma vie a son secret (1931)
- L'offrande (1931)
- La chamarra (1931)
- Sylvette, marchande de soieries (1932)
- Maison à louer (1932)
- Le pari (1933)
- Ce démon de Jacotte (1933)
- Този, за когото мечтаех, Celui que j'ai rêvé (1934)
- Soeur Saint-Modeste et ses élèves (1936)
- Je vous ai toujours aimée (1936)
- Les aventures de Criquet, chien (1936)
- Le beau voyage de deux enfants à Lourdes (1937)
- Pitié amoureuse (1938)
- Le véritable trésor; Aimer la campagne, ses bienfaits, ses sourires (1938)
- La maison de la Source Blanche (1939)
- Vieux Moulyn et son mystère (1947)
- La femme forte (1947)
- Nadine et sa mère (1948)
- Le temps des Lilas (1950)
- Sur la branche qui plie (1953)
- Trois jeunes filles en vacances (1954)
- Tia-Lou (1955)
- Quand les genêts refleuriront (1956)
- Vacances au château (1956)
- Mais... le petit dieu veillait (1957)